# リューコフェン石
リューコフェン石（リューコフェンせき、リューコフェナイト、英: leucophanite）は、ナトリウムやカルシウム、ベリリウムを含むイノケイ酸塩鉱物である。カルシウムの一部を微量の希土類元素（主にセリウム）が置換することがある。

## 特徴
リューコフェン石は通常、白色、淡黄色、あるいは黄緑色の不透明な塊状で産出するが、条件が整えば最大4 cm程度の結晶、あるいは11 cmを超える双晶も知られている。結晶は明瞭な三方向のへき開を示し、これにより擬四角柱状の破断面を示すことがある。ある角度から観察すると白色のシラー（干渉光）を呈し、加熱によって青い燐光を発することがある。また、ホウ砂球試験では紫色を呈する。

## 発見と命名
1829年頃、ノルウェー南部のランゲスンツフィヨルド湾口のローヴェン島で、ノルウェーの牧師であり自然科学者でもあったハンス・モルテン・トラーネ・エスマルクによって発見されたとされる。名前は、ギリシャ語の「λευκός」（leukos：白い）と「φαίνομαι」（phainomai：現れる、見える）に由来する（当初は Leucophan と呼ばれていたが、のちに Leucophanite に変更された）。

## 産状
曹長石、霞石、モサンドル石などと共に、アルカリ火成岩中のペグマタイトや熱水変質帯で見られる。特に19世紀にはローヴェン島をはじめとするノルウェーのランゲスンツフィヨルド周辺で産出が多く報告された。
現在、リューコフェン石の最も代表的な産地はカナダ・ケベック州のモンサンチレールであり、特に1980年代にはジル・エノー（Gilles Haineault）によって市場に多数の良質標本が紹介され、世界的に広く知られるようになった。

## 蛍光
個体差はあるが、長波紫外線および中波紫外線、短波紫外線ではピンク色〜紫色、青色に蛍光することが知られている。これは蛍石などと同じく希土類元素（主にセリウム）によるものである。